# Apple A4
L'Apple A4 és un microprocessador basat en l'arquitectura ARM (Advanced RISC Machines) desenvolupat per PA Semi, empresa que va ser adquirida el 2008 per Apple Computer. Inclou un processador de gràfics integrat, utilitzat en l'iPad, el Tablet PC d'Apple.
El model actual va a 1 GHz, i pot ser la base per als futurs microprocessadors del producte estrella de la companyia de la poma, l'iPhone. Segons els seus creadors destaca pel seu bon rendiment i consum reduït, encara que entre els aspectes negatius hi ha el no ser multitasca.
El processador A4 no només és una CPU, sinó també una GPU, es rumoreja que gràcies a aquest processador l'iPhone podria reproduir vídeos en alta definició. A més, la inclusió d'aquest nou microprocessador suposaria una millora en els gràfics dels jocs i un augment de la durada de la bateria de tots els dispositius portàtils d'Apple.